# ロバート・モリソン (宣教師)

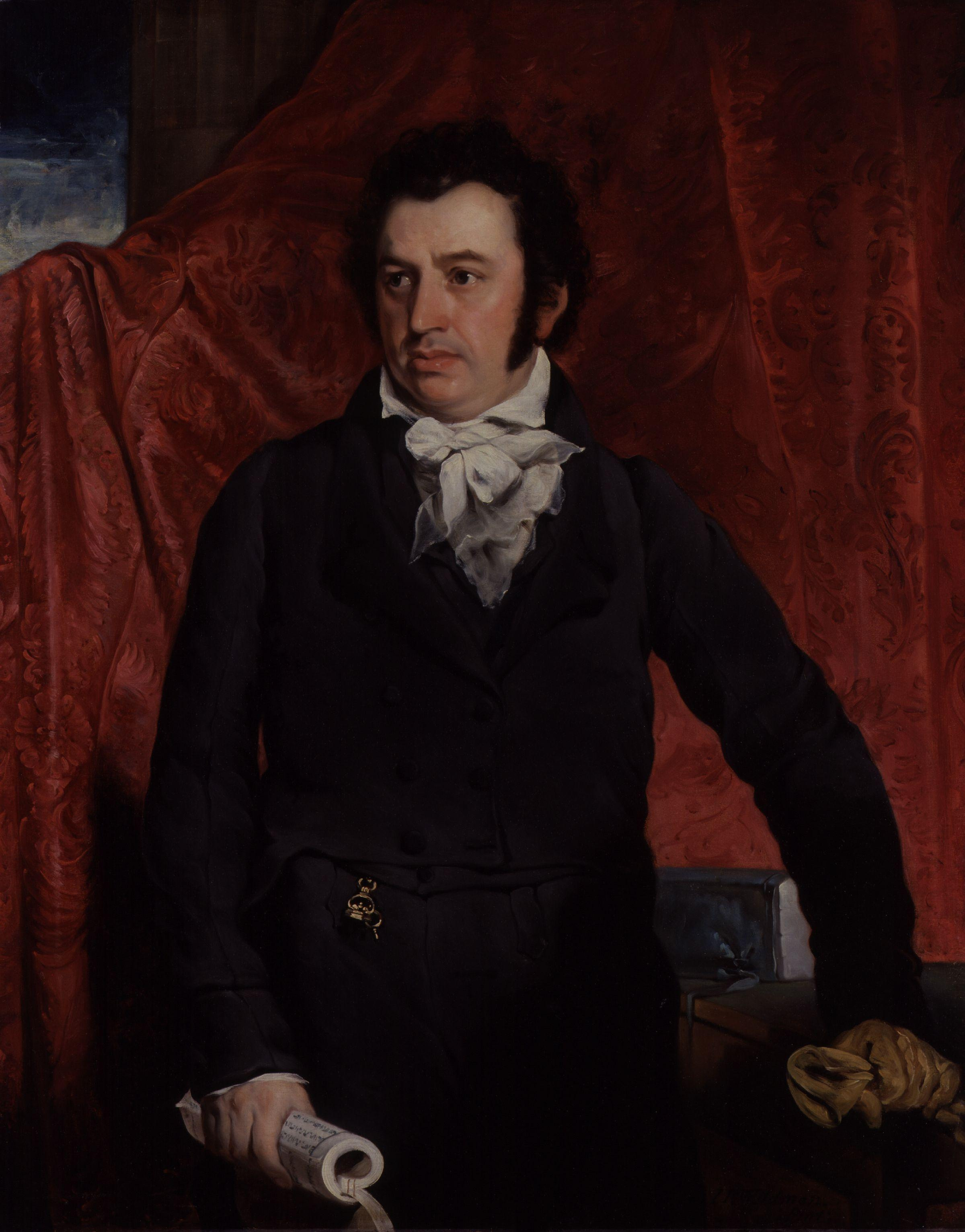
ロバート・モリソン

ロバート・モリソン（英語: Robert Morrison, FRS 1782年1月5日 - 1834年8月1日）は、イギリスのロンドン伝道協会(LMS)の宣教師。中国に渡った最初のプロテスタントの宣教師であり、また最初に聖書を中国語に翻訳し、最初の中国語・英語辞典を出版したことで知られる。
中国名は馬礼遜(Mǎ Lǐxùn)。

## 生涯
1782年にノーサンバーランドで靴職人の息子として生まれたが、祖先はスコットランド系であった。16歳のときにスコットランド長老教会で洗礼を受けた。19歳のときに宣教師になることを決意し、1803年にロンドンに出て Hoxton Academy で学んだ。翌年ロンドン伝道協会に参加して、さらに訓練を受けた。モリソンは中国へ赴任することになり、広東人の Yong Sam-Tak から中国語を学んだ。大英博物館に18世紀はじめの福音書の中国語訳『四史攸編』が所蔵されていることを発見し、モリソンと Yong はこの聖書を筆写した。
1807年、モリソンはロンドンのスコットランド長老教会で牧師按手を受けたが、イギリス東インド会社の船は規則として中国いきの船に宣教師を乗せないことになっていたため、直接中国へ行く方法がなかった。モリソンはまず船でニューヨークへ行き、そこで広州のアメリカ大使あての紹介状を入手して、ニューヨークからマカオ行きの船に乗った。9月4日にマカオ、9月7日に広州に到着した。広州でモリソンはアメリカの商人を装ったが、広東十三行から外に出ることは許されなかった。モリソンはそこで広東語・官話および文語を学んだ。服装や食事も中国人風に変えたが、健康を損ねて1808年6月にマカオに引き返した。8月に広州に戻ったが、9月に広州から追い出された。
1809年、マカオでモリソンはアイルランド人のメアリー・モートンと結婚した。同年、モリソンは東インド会社から依頼を受けてイギリスの商社の書記・通訳の仕事を引き受けた。これによって合法的に広州に住むことができるようになったが、広州では外国人女性が住むことを禁じていたため、メアリーはマカオにいなければならなかった。1815年、メアリーは病気のために子供を連れてイギリスに帰国し、1820年にマカオに戻ったものの、翌年死亡した。
モリソンは中国人の助けを借りて新約聖書の中国語への翻訳を行い、1810年に「使徒行伝」が、1811年に「ルカによる福音書」が木版印刷された。1812年に新約聖書全体の翻訳が完了した（『新遺詔書』）。モリソンの翻訳は大英博物館で見た福音書の翻訳の強い影響を受けていた。
1813年7月4日にウィリアム・ミルン夫妻がモリソンを手助けするためにマカオに到着したが、マカオはカトリックの土地であり、ミルンがマカオに住むことに反対した。翌年、モリソンはマラッカでミッション系の大学を作る使命をミルンに与えた。1818年11月2日に英華書院(Anglo-Chinese College)が開校し、ミルンが初代校長に就任した。英華書院はアヘン戦争後の1843年に香港に移された。
1816年、ウィリアム・アマーストの通訳として北京まで行ったが、アマーストの交渉は失敗し、陸路をマカオまで戻った。
1819年11月25日にモリソンとミルンは聖書全文の中国語訳を完成した。1822年には中国語辞典が全巻出版され、1823年には中国語聖書が『神天聖書』の題で出版された。ミルンは聖書の出版を見ることなく1822年に死亡した。
モリソンは1824年にイギリスに一時的に帰国した。イギリスに持ち帰った大量の漢籍は、モリソンの没後にユニヴァーシティ・カレッジ・ロンドンに寄贈された。その後、1922年に東洋アフリカ研究学院に移された。
1825年にモリソンはイライザ・アームストロングと再婚し、同年9月にマカオに戻った。
東インド会社が中国での独占貿易権を喪失すると、ウィリアム・ネイピアが貿易交渉のために清に派遣された。1834年、モリソンはネイピアの書記・通訳として、ともに広州へ赴いたが、そこで病死し、マカオに葬られた。
息子のジョン・ロバート・モリソン(英語版)も中国語通訳・宣教師として活躍し、初代香港輔政司であったが、1843年に29歳で病死した。

## 業績
モリソンは聖書の中国語訳がもっとも知られる。1823年に出版された『神天聖書』（全21冊）のうち、モリソンが翻訳したのは旧約聖書39篇のうちの26篇（のこりはミルンの訳）、および新約聖書のうち13篇である。モリソンの没後、ギュツラフやメドハーストらが改訂を行った。またアヘン戦争後にメドハーストらの委員会によって改訳され、1852年に『新約全書』として出版された。しかしアメリカ人委員は翻訳に不満をもち、別に翻訳した『旧新約全書』を1864年に発行した。これらは文言（漢文）で書かれており、日本にも輸入されて明治時代の文語訳聖書の訳文に影響を与えた。
1815年から1822年までかけて出版された辞典『A Dictionary of the Chinese Language』は6冊からなる。最初の3冊は「字典」と称して康熙字典の部首順に漢字を並べて英訳したもので、次の2冊は「五車韻府」と称するアルファベット順の官話の字典、最後の1冊は英語の表現から中国語（官話）への翻訳集になっている。
- Robert Morrison (1815). A Dictionary of the Chinese language. 1. Macao: East India Company's Press (第2冊(1822) 第3冊(1823) 第4冊(1819) 第5冊(1820) 第6冊(1822)) (archive.org)

著書はほかにも数多くある。
- A Grammar of the Chinese language. Macao. (1815)（中国語題『通用漢言之法』、官話の文法書）
- Vocabulary of the Canton dialect. Macao: East India Company's Press. (1828)（中国語題『広東省土話字彙』、広東語の辞典）
- Horae sinicae: translations from the popular literature of the Chinese. London. (1812)（『三字経』、『大学』などの短い文章の英訳）

モリソンはまた、いくつかの雑誌を創刊した。
- 1815年にマラッカで中国語の月刊誌「察世俗毎月統記伝」(中国語版, Chinese Monthly Magazine)を発行。梁発による木版印刷の雑誌であったが、実際に発行していたミルンの死によって停刊した。
- 1833年にマカオで「雑文編」を発行。
- ギュツラフと合同で、1833年に広州で中国語の月刊誌「東西洋考毎月統紀伝」(中国語版, Eastern Western Monthly Magazine)を発行。

## 栄誉
1817年にグラスゴー大学の名誉神学博士を授けられた。
1825年に王立協会のフェローに選ばれた。
モリソンの没後、モリソンの名を冠したモリソン教育会により、1839年にマカオでモリソン記念学校（馬礼遜学堂, 中国語版）が開校した。初代校長はサミュエル・ロビンス・ブラウンだった。

## 関連文献
- 都田恒太郎『ロバート·モリソンとその周辺』教文館、1974年。
- 朱鳳『モリソンの「華英・英華字典」と東西文化交流』白帝社、2009年。ISBN 4891749601。
- 飛田良文、宮田和子 著「ロバート・モリソンの華英・英華字典について」、近代語研究会 編『日本近代語研究』 1巻、ひつじ書房、1991年。ISBN 4938669056。
- 飛田良文、宮田和子 著「ロバート・モリソンの華英・英華字典第二部「五車韻府」の諸版について」、近代語研究会 編『日本近代語研究』 2巻、ひつじ書房、1995年。ISBN 4938669544。